# Jürchens Jianzhou
Les Jürchens Jianzhou (chinois : 建州女真) sont l'un des trois principaux groupes de peuples Jürchens, tels qu'ils sont classifiés par les fonctionnaires de la dynastie Ming. Bien que l'emplacement géographique exact des Jürchens Jianzhou change au cours de l'histoire, au XIVe siècle ils vivent globalement au sud des Jürchens Yeren (chinois : 野人; litt. « Homme sauvage »), qui habitent au-delà des vallées des fleuves Liao et Songhua, et des Jürchens Haixi (chinois : 海西 ; litt. « Ouest de la mer »), qui habitent dans la zone correspondant aux actuelles provinces chinoises du Liaoning (chinois : 辽宁) et de Jilin (chinois : 吉林). Les Jianzhou pratiquent l'agriculture, la chasse et la pêche et sont connus pour leurs terres riches en ressources naturelles. Ils maitrisent, entre autres, la culture du ginseng et la teinture des tissus et pratiquent le commerce grâce à leur proximité avec des villes marchandes Ming telles que Fushun, Kaiyuan et Tieling dans Liaodong, ainsi qu'avec le camp de Manpojin, situé à la frontière coréenne.

## Origines
Selon Pamela Crossley, une historienne spécialisée dans l'histoire mandchoue, l'origine du nom Jianzhou est trouble. Xu Zhongsha pense que ce nom dérive de celui de la région de Parhae, située entre les rivières Songari et Hun. Les érudits japonais ne sont pas d'accord et affirment que le nom a été créé en référence aux Jürchens ayant migré à proximité de l'actuelle frontière entre la Chine et la Corée.
Après la chute de la dynastie Yuan en 1368, des loyalistes Yuan se replient vers le nord-est, en Mandchourie. En 1375, un ancien fonctionnaire Yuan, Naghachu, vivant dans la province de Liaoyang, cherche à restaurer la dynastie Yuan en envahissant le Liaodong. Après l'avoir vaincu en 1387, les Ming commencent à réorganiser les Jürchens du Liaodong, pour protéger leur frontière du nord-est contre de nouvelles incursions des Mongols. A peu près à la même époque, divers groupes de Jürchens migrent vers le sud. Parmi eux on trouve les tribus Taowen, Huligai et Wodolian qui, à l'époque de la dynastie Yuan vivaient dans le Xian de Yilan, dans la province actuelle du Heilongjiang. Ces trois tribus s'installent autour de la rivière Tumen, près de la frontière actuelle entre la Chine, la Russie et la Corée du Nord, et deviennent les Jürchens Jianzhou sous les Ming.
Une partie des Jianzhou sont donc des descendants des Huligai, un peuple pourtant classé par les dynasties Liao et Yuan comme étant une ethnie distincte des Jürchens. En fait, même les Jürchens de la dynastie Jin considèrent que les Huligai ne sont pas des Jürchens. À l'époque des Liao, des Jin et des Yuan, les Huigai vivent dans la région du cours inférieur de la rivière Songhua et de Mudanjiang, avant de migrer vers l'ouest et de devenir une composante majeure des Jürchens Jianzhou. Il faut noter que les archives officielles de la dynastie Ming donnent une tout autre origine aux Jianzhou, les présentant comme des descendants du peuple Mohe, les fondateurs du royaume coréen de Balhae. Enfin, il faut bien garder à l'esprit que Jianzhou est le nom que les Ming ont donné à cette confédération de tribus, pas celui qu'ils se sont choisi, et qu'ils ne se désignent donc pas forcément comme étant des Jianzhou. C'est ainsi que, dans les années 1300, les migrants Jurchen en Corée originaires d'Ilantumen se désignent comme étant des Uriankhai, car cette confédération de peuples Mongols a eu une grande influence dans leur région natale,,.
En 1388, l'empereur Hongwu établit le contact avec trois tribus du Tumen Ilan, les Odori, les Huligai et les Tuowen, dans l'actuel Xian de Yilan, près du confluent des rivières Mudanjiang et Songhua. Les Jürchens de ces tribus sont enrôlés par les Ming comme alliés contre les Mongols et leurs chefs acceptent rapidement les titres que les Chinois leur donnent. Ahacu, le chef des Huligai, devient le « Commandant de la Garde de Jianzhou » en 1403, un titre basé sur le nom d'une division administrative locale datant de la dynastie Yuan. Möngke Temür (猛哥帖木儿) des Odoli devient le chef de la « Garde de la Gauche de Jianzhou ». Les deux Gardes de Jianzhou se mettent à commercer avec les Ming via Kaiyuan et Fushun, deux marchés que les autorités chinoises ont ouverts aux Jürchens. Ils entreprennent plusieurs déplacements de courte durée vers l'ouest, affrontant les Jürchens Yeren au nord et les Coréens au sud. Mais ces raids en territoire coréen entraînent une réaction qui prend la forme de contre-attaques des Coréens et des Ming, qui ont lieu en 1467 et 1478 et affaiblissent gravement les Jianzhou.
Grâce à leurs contacts répétés avec plusieurs civilisations asiatiques basés sur l'agriculture, les Jianzhou acquièrent des connaissances en matière de fertilisation, d'utilisation des animaux de trait et des charrues en fer et deviennent à leur tour des agriculteurs. Ils apprennent également comment extraire et traiter le minerai de fer au XVIe siècle, ce après avoir acheté des socs en fer aux Chinois et avoir appris à transformer le fer en armes auprès des Coréens.

## Naissance de la confédération Jianzhou
Au milieu du XVIe siècle, le système de Gardes mis en place par les Ming a pratiquement disparu et les Jürchens sont divisés en deux confédérations : les Haixi et les Jianzhou. La confédération Jianzhou vit toujours au nord du fleuve Yalu et regroupe cinq tribus: celle du fleuve Suksuhu, la Hunehe, la Wanggiya, la Donggo et la Jecen. À cette époque, les Jianzhou sont dirigés par Wang Gao (王杲), un chef hostile aux Ming. En effet, Wang attaque fréquemment les villes tenues par les Ming, avec l'aide de ses alliés mongols. Mais lorsqu'il tue le commandant Ming de Fushun en 1573, la cour impériale chinoise ordonne une contre-attaque, qui repousse Wang vers le nord, dans les terres des Hada, deux frères de la tribu Yehe qui contrôlent l'alliance Hūlun, et, par le biais de cette alliance, les Jürchens Haixi. C'est Wang Tai, le chef des Hada, qui remet personnellement Wang à Li Chengliang, le commandant du Liaodong, qui le fait exécuter en 1575.
La mort de Wang Gao provoque une lutte de pouvoir entre les différentes tribus Jianzhou. En effet, s'ils étaient auparavant sous les ordres de Wang, Giocangga et son fils Taksi se sont alliés secrètement à Li Chengliang pour accroître leur pouvoir et ont participé, aux côtés des Ming, à la campagne militaire qui s'est achevée par la défaite et la capture de leur ancien maitre. En 1582, Atai (阿台), le fils de Wang Gao, lance un raid contre le territoire des Ming, qui ripostent en envoyant une expédition punitive, à laquelle participent Giocangga et Taksi. Mais, lors de l'assaut du fort d'Atai, ils sont tous les deux tués par Nikan Wailan, un autre allié Jürchen des Ming. Les Chinois affirment qu'il s'agit d'un accident et refusent de remettre Wailan à Nurhachi le fils de Taksi. En compensation, les Ming lui offrent quelques cadeaux et un titre officiel.
Après ce double décès, plusieurs chefs de la tribu Suksuhu se voient déjà prendre la place de Nurhachi, alors âgé de 23 ans, mais malgré ses nombreux opposants, le petit-fils de Giocangga finit par prendre le pouvoir.

## Nurhachi, unificateur des Jianzhou
Au début de 1583, Nurhachi obtient de Li Chengliang le droit de succéder à son père en tant que chef Jürchen mineur. Sa première décision après son investiture est d'entrer en guerre avec Nikan Wailan, qui se retrouve rapidement vaincu et forcé de fuir vers les terres de la dynastie Ming, où il est finalement exécuté. Après ce premier coup d'éclat, Nurhachi continue d'étendre son influence, en éliminant une à une les petites tribus Jürchen, tout en s'attirant les faveurs des Ming. En 1588, il prend le contrôle de la tribu des Wanggiya et de celle des Donggo, devenant le seul et unique chef de la confédération Jianzhou. Par la suite, s'il se présente comme un vassal fidèle des Chinois, dans les faits, Nurhachi entreprend d'unifier les différentes confédérations Jürchens sous ses ordres.
La prédominance de la confédération Jianzhou sur les autres est en partie due aux liens qu'elle a avec les Jurchens Odori, dont le chef Mongke Temur était tenu en haute estime, à la fois par les Ming et par les Coréens. Or, Giocangga, le grand-père de Nurhachi, prétend être un descendant de quatrième génération de Mongke Temur.
En 1618, alors qu'il a quasiment achevé son œuvre unificatrice, Nurhachi fait rédiger un document intitulé les Sept Grandes Causes d'irritation, dans lequel il énumère sept récriminations contre les Ming, ce qui l’amène à se rebeller contre l'autorité de la dynastie chinoise. La majorité de ces récriminations portent sur les conflits des Jianzhou avec les Yehe, et le favoritisme dont les Ming font preuve à l'égard des Yehe. C'est le début de la lutte ouverte entre les Jüirchens et les Ming.

## Langue
Si les Jürchens parlent la langue Jürchen Jin, c'est-à-dire une variante de la langue Kitan établie sous la dynastie Jin, les Jianzhou utilisent couramment trois langues différentes : le jürchen jin, le mongol et le chinois. Selon l'histoire impériale des Qing, c'est Nurhachi qui a voulu concevoir un système approprié, intégrant les langues mongoles et jürchen jin. C'est ainsi qu'est né le mandchou, qui sera plus tard considéré comme l'un des piliers de l'unification de la Mandchourie. Cependant, pendant un certain temps, l'écriture mandchoue a du mal à s'imposer et les Jianzhou continuent d'utiliser le mongol comme lingua franca.

## Relations avec la dynastie Joseon
La dynastie coréenne Joseon, fondée en 1392 par le général coréen Yi Seonggye, voit certains chefs Jürchen comme des alliés utiles. A cette époque, les Jürchens sont présents jusqu'à Hamhung, dans le centre-nord de la Corée, où ils vivent depuis le XIIe siècle. Cependant, peu après la fondation de la dynastie, les Coréens se lancent dans d'intenses campagnes militaires visant à repousser les Jürchens vers le nord, vers le fleuve Yalu et finalement au-delà, dans l'actuelle Mandchourie.
L'un des récits et des descriptions les plus vivantes des Jianzhou provient d'un passage rédigé par Sin Chun-li. Sin Chun-li est envoyé par la Corée des Joseon en mission diplomatique auprès des Jürchens Jianzhou, afin de résoudre l'incident de 1594, au cours duquel les Jianzhou ont capturé au moins dix-sept Coréens, qui sont depuis retenus en otage en attente d'une rançon. Pour résoudre ce problème, Sin est envoyé par la cour coréenne à Fe Ala, la première capitale de Nurhachi. Avec un petit groupe d'officiels coréens, il traverse le fleuve Yalu à Mamp Ojin, et suit un de ses affluents en direction du nord-ouest, jusqu'à la vallée de Suksu où se trouve Nurhachi.
Sin garde une trace écrite détaillée de son voyage au sein des terres de la confédération des Jürchens Jianzhou. Bien que ce soit l'hiver, ses observations nous apprennent que le territoire des Jianzhou est riche en rivières et en forêts et qu'il est industrialisé. Sin classe ses découvertes et explique que les Jianzhou divisent leur société en villages d'une vingtaine de foyers ou moins, qui sont regroupés le long des rives boisées des fleuves et rivières. Ils vivent des ressources qu'ils tirent de la rivière et de son environnement.

## Relations avec la dynastie Ming
Durant la période du protectorat des Ming sur la Mandchourie, Les Jürchens Jianzhou, ainsi que d'autres groupes de Jürchen, sont souvent en conflit avec les Ming et les Coréens du royaume de Joseon, pour obtenir le droit de commercer avec ces deux empires. Les conflits ont souvent lieu à Nurgan et Liaodong, qui sont des territoires politiquement et culturellement marqués, ce jusqu’à la conquête de la Chine par les Qing. Cependant, en parallèle à ces conflits, il existe une forme de cohésion, qui se reflète dans les visites programmées des dirigeants Jürchens à Pékin pour "faire rituellement obédience" à l'empereur Ming. Ces visites ont pour but de satisfaire aux obligations du système tributaire des Ming. Dans le même temps, elles aident les Ming à établir une liste des élites et des postes militaires Jürchen, mais aussi à désamorcer les tensions entre les deux groupes. Nurhachi lui-même a participé au moins deux fois à ces versements de tributs, une première fois avec son père alors qu'il est encore jeune et un seconde fois où il est le chef de la délégation. Là, dès 1580, il se fait l'écho des frustrations de l'élite des Jürchens Jianzhou à l'égard des fonctionnaires Ming du Liaodong. Il expose ses griefs contre les fonctionnaires Ming qu'il juge corrompus et la manière dont ils interférent souvent avec le commerce. Cependant, malgré la véhémence de son discours, les Jürchen ne sont pas encore considérés comme une menace par les Ming.
En 1635, Huang Taiji, le fils et successeur de Nurhachi, rebaptise son peuple "Mandchous", rompant ainsi clairement avec leur passé de vassaux des Chinois,,.
« Notre « gurun » (tribu, État) portait à l'origine les noms de Manju, Hada, Ula, Yehe et Hoifa. Des personnes autrefois ignorantes [nous] ont souvent appelés « jušen ». Le terme « jušen » fait référence au Coo Mergen des barbares de Sibe et n'a rien à voir avec notre gurun. Notre gurun établit le nom de Manju. Son règne sera long et se transmettra sur de nombreuses générations. Désormais, les personnes doivent appeler notre gurun par son nom d'origine, Manju, et ne pas utiliser le nom dégradant précédent. »
En fait, le changement de nom des Jürchens en Mandchou sert surtout à dissimuler le fait que les ancêtres des Mandchous, les Jianzhou, étaient des vassaux des Chinois,,. Les empereurs de la dynastie Qing ont soigneusement caché les deux éditions originales des livres Qing Taizu Wu Huangdi Shilu et Manzhou Shilu Tu (Taizu Shilu Tu) dans le palais impérial Qing. L’accès à ces livres est interdit au public, car ils prouvent que les Aisin Gioro, le clan de Nurhachi et de ses descendants, ont été, pendant un temps, aux ordres de la dynastie Ming,. À l'époque des Ming, les Coréens du royaume de Joseon donnent aux terres habitées par les Jürchens et situées au nord de la péninsule coréenne le nom de "pays supérieur" (sangguk), soit le nom qu'ils donnent à la Chine des Ming. Les Qing ont délibérément exclus de l'Histoire des Ming les références et les informations montrant que les Jürchens (Mandchous) ont été des vassaux des Ming. C'est pour cette raison que les Véritables documents Ming n'ont pas été utilisés comme source de contenu sur les Jürchens pendant la domination Ming lors de la rédaction de l'Histoire des Ming.

## Commerce frontalier
Lorsque Nurhachi arrive au pouvoir, il met en place une politique de renforcement des Jianzhou, en augmentant le nombre de travailleurs agricoles sur les terres de la confédération. Pour atteindre ses objectifs, il fait enlever des fermiers vivant dans les régions frontalières. Mais, contrairement à ses prédécesseurs, Nurhachi fournit un abri et d'autres avantages et ressources à ces fermiers, ce qui facilite leur assimilation et assure leur ralliement aux Jürchens.
Fushan est une « ville ancestrale Tong » et, au début du XVIIe siècle, elle est fortifiée par les Ming car elle sert de frontière entre le Liaodong et le Nurgan, soit le nom que les Chinois donnent aux territoires occupés par les diverses confédérations Jürchens. Sous les Ming, Fushan est le plus important de tous les marchés ouverts au commerce avec les Jürchens, et il est particulièrement renommé pour le ginseng séché, les chevaux et les vêtements teints que l'on y trouve. Fushan est également un lieu privilégié pour les membres des ambassades que les Jianzhou envoient a Pékin « faire rituellement obédience » à l'empereur Ming, qui y font halte pour se divertir et se reposer.
En 1618, les troupes de Nurhachi s'emparent de Fushun, ce qui fait monter les tensions avec les Ming. En 1621, les Jianzhou entrent en guerre ouverte avec les Ming au Liaodong et Nurhachi combat directement Xiong Tingbi (1569-1625), le commandant militaire Ming chargé de la protection de la région. À cette époque, il avait proclamé un régime jurchen unifié qui se nommait « Jin », rappelant l'ancien empire jurchen. À partir de cette date, les Ming prennent de plus en plus conscience de la puissance militaire croissante et considérable de Nurhachi. En 1622, il convainc les Mongols, que les Ming ont embauché à grands frais comme mercenaires, d'abandonner leurs postes, ce qui entraîne une défaite chinoise désastreuse lors de la bataille de Guangning. Après leur victoire, les troupes de Nurhachi occupent rapidement la ville de Shenyang, l'ancienne capitale provinciale des Ming, ce qui renforce d'autant la puissance des Jianzhou.

## Voir également
- Giocangga
- Nurhaci
- Jürchen
- Sinisation des Mandchous (en)